# Hyperversum - Il cavaliere del tempo
Hyperversum - Il cavaliere del tempo è un romanzo fantasy di ambientazione storica per ragazzi del 2008 scritto da Cecilia Randall (pseudonimo dell'italiana Cecilia Randazzo), terzo della serie di sette romanzi iniziata con Hyperversum. Come i precedenti è stato pubblicato da Giunti Editore.

## Trama
Sono passati tre anni da quando Ian e Daniel si sono separati, scegliendo epoche diverse in cui vivere.
Daniel, ormai laureato e futuro marito della sua fidanzata Jodie, dalla quale avrà presto un bambino, continua caparbiamente a giocare a Hyperversum, nella speranza di riaprire il passaggio verso il medioevo e reincontrare così il suo vecchio amico Ian, conosciuto nella storia con il soprannome di Falco d'argento. Purtroppo i suoi tentativi non hanno mai successo.
Un giorno, però, Daniel riceve una misteriosa e-mail firmata Falco d'argento, che contiene indizi che lo fanno subito pensare a Ian.
Con la speranza di ritrovare l'amico, Daniel reimposta la partita di Hyperversum seguendo le indicazioni della e-mail, ma scopre che a inviarla è stato un ragazzo canadese di nome Ty Hamilton, che ha usato il nome di Falco d'argento solo per attirare il suo interesse.
Mentre i due sono in partita, Hyperversum riapre di colpo il passaggio verso il medioevo. Daniel perde di vista Ty Hamilton e si ritrova così nel mezzo della Crociata Albigese, dove ritrova Ian che, nei panni di Jean Marc de Ponthieu, si fa un altro nemico: Adolphe de Gant, un vicecomandante crociato e barone francese di origini inglesi, vassallo di Simone IV di Montfort.
L'astio di costui verso Ian inizia dopo la strage commessa dai crociati nella città (immaginaria) di Pienne e sfocia in odio dopo che Ian scopre che il crociato ruba buona parte delle ricchezze sottratte alle sue vittime e che dovrebbero invece andare ai comandanti crociati. Per eliminare un testimone scomodo, Gant prepara un agguato a Ian, al ritorno del viaggio intrapreso per salvare Ty (imprigionato a Morges, il castello di Gant).
Ian riesce miracolosamente a salvarsi, anche grazie a Ty e al decisivo intervento di Geoffrey Martewall. Al suo ritorno a corte, non riesce però a dimostrare il coinvolgimento di Gant nell'agguato, ma ottiene almeno che il crociato venga messo sotto inchiesta per furto. 
La vendetta di Gant raggiunge però Ian durante il ritorno a Chatel-Argent: il crociato cerca di avvelenare Daniel, Ty, Ian e tutta la sua famiglia. Tre cavalieri muoiono e lo stesso Ty rimane intossicato gravemente. Daniel è costretto a riportarlo tramite Hyperversum nel presente per curarlo, ma al fatto assiste per caso il conte Guillaume de Ponthieu, il fratello adottivo di Ian. Ritenendo di aver assistito a una stregoneria, il conte bandisce Ian dal suo feudo e lo caccia dalla famiglia.
Ian, sconvolto per aver perso la moglie Isabeau e tutto ciò che aveva faticosamente costruito nel medioevo, decide di vendicarsi di Gant e con l'aiuto degli ex compagni d'armi insegue il crociato, in fuga verso l'Inghilterra. La fuga di Gant viene fermata da Martewall, che, assieme a Ian ed i suoi compagni, dà inizio ad una sanguinosa battaglia contro il crociato. Dopo un terribile duello Gant ha la meglio su Ian e fa per finirlo ma viene colpito e ucciso da una freccia di Daniel. Ian ottiene la sua vendetta, ma non lo fa sentire meglio e soprattutto non ha più né casa né famiglia e decide di ritornare nel XXI secolo.
Dopo aver tentato inutilmente di far adattare di nuovo Ian alla vita moderna, anche facendogli assistere al suo matrimonio con Jodie, Daniel decide di aiutare l'amico a ottenere il perdono del conte Guillaume e lo riporta indietro nel tempo. Dopo un primo tentativo inutile, Ian si ritira presso il monastero di Saint-Michel a espiare quelle che considera le sue colpe. Molti mesi Guillaume gli fa visita e, dopo una conversazione all’apparenza ostile e senza soluzione, il conte perdona Ian, che potrà tornare a Châtel-Argent per veder nascere il secondo figlio Michel.

## Edizioni
- Cecilia Randall, Hyperversum - Il cavaliere del tempo, Giunti, 2008,  pp. 720, cap. 43.